# 木村元昭
木村 元昭（きむら　もとあき）は、日本の元裁判官、弁護士。福岡高等裁判所部総括判事などを経て、福岡地方裁判所所長。

## 略歴
- 1970年 福岡県立修猷館高等学校卒業
- 1977年 東京大学法学部卒業
- 1979年 名古屋地方裁判所判事補
- 1982年 山口地方裁判所判事補
- 1985年 東京地方裁判所判事補
- 1988年 長崎地方裁判所厳原支部判事補
- 1889年 長崎地方裁判所厳原支部判事
- 1990年 東京地方裁判所判事
- 1993年 那覇地方裁判所判事
- 1996年 東京地方裁判所判事
- 1999年 福岡高等裁判所判事
- 1999年 福岡地方裁判所部総括判事
- 2003年 証券取引等監視委員会事務局次長
- 2005年 東京高等裁判所判事
- 2005年 福岡地方裁判所部総括判事
- 2010年2月1日 那覇地方裁判所所長
- 2011年9月 福岡高等裁判所部総括判事（第2民事部）
- 2013年7月 福岡家庭裁判所所長
- 2015年9月 福岡地方裁判所所長
- 2016年11月 定年退官
- 2017年 福岡県弁護士会弁護士登録、新星法律事務所弁護士

| スタブアイコン | サブスタブ | この項目は、まだ閲覧者の調べものの参照としては役立たない、人物に関連した書きかけの項目です。この項目を加筆・訂正などしてくださる協力者を求めています（P:人物伝/PJ:人物伝）。 |